# Ferdinand, Duce de Montpensier
Ferdinand d'Orléans, Duce de Montpensier, franceză Ferdinand François Philippe Marie Laurent d'Orléans, Duc de Montpensier (9 septembrie 1884 – 30 ianuarie 1924) a fost membru al Casei de Orléans și prinț al Franței.

## Famile
Ferdinand a fost al optulea și cel mai mic copil al Prințului Filip, Conte de Paris și a soției acestuia, Maria Isabelle d'Orléans. Ferdinand a fost strănepot al regelui Ludovic Filip al Franței și al reginei Maria Amalia a celor Două Sicilii.
Printre frații mai mari ai lui Ferdinand au fost: Amélie de Orléans regină a Portugaliei, Filip, Duce de Orléans, Hélène, Ducesă de Aosta, Isabelle, Ducesă de Guise și Louise de Bourbon-Două Sicilii.

## Căsătorie
La 20 august 1921, la Château de Randan, Ferdinand s-a căsătorit cu Maria Isabel González de Olañeta y Ibarreta, a 3-a marchiză de Valdeterrazo, fiica lui Ulpiano González de Olañeta y González de Ocampo, al 2-lea marchiz de Valdeterrazo și a soției acestuia, Isabel de Ibarreta y Uhagón. Ferdinand și Maria Isabel nu au avut copii.